# Dunkuotan Xiang
Dunkuotan Xiang (kinesiska: 墩阔坦乡, 墩阔坦) är en socken i Kina. Den ligger i den autonoma regionen Xinjiang, i den nordvästra delen av landet, omkring 320 kilometer sydväst om regionhuvudstaden Ürümqi. Antalet invånare är 4 163. Befolkningen består av 2 085 kvinnor och 2 078 män. Barn under 15 år utgör 20,0 %, vuxna 15-64 år 74 %, och äldre över 65 år 5,0 %.
Genomsnittlig årsnederbörd är 80 millimeter. Den regnigaste månaden är juni, med i genomsnitt 32 mm nederbörd, och den torraste är mars, med 1 mm nederbörd.